# Eduardo Koenig Carrillo
Eduardo Koenig Carrillo (Valdivia, 2 de abril de 1928-Santiago, 2 de noviembre de 1991) fue un profesor y político chileno.

## Vida
Hijo de Reinaldo König y Laura Carrillo. Cursó sus estudios primarios en el Instituto Alemán Carlos Anwanter y los secundarios, en el Liceo de Hombres de Valdivia. Más tarde ingresa a la Universidad de Chile, para titularse de profesor de estado en historia, geografía y educación cívica.

### Vida política
Se integra al Partido Conservador en 1947.
En 1949, al dividirse el Partido conservador, permanece en el Sector Social Cristiano.
Se inscribe en el Partido Demócrata Cristiano en 1957.
Es electo diputado en 1965 por la vigésimo segunda agrupación departamental.
Es reelecto diputado por la vigésimo segunda agrupación departamental en 1969.
Electo por tercera y última vez por la misma agrupación departamental en 1973.

## Elecciones parlamentarias de 1973
Elecciones parlamentarias de 1973 para 22ª Agrupación Departamental, Valdivia.
| Candidato                                 | Partido                    | Votos   | %       | Resultado |
| ----------------------------------------- | -------------------------- | ------- | ------- | --------- |
| A. Confederación de la Democracia         |                            |         |         |           |
| Eduardo Koenig Carrillo                   | PDC                        | 13 389  | 13,46 % | Diputado  |
| Pabla Toledo Obando                       | PDC                        | 9439    | 9,49 %  |           |
| José Huaquín Dipp                         | PIR                        | 1651    | 1,66 %  |           |
| Enrique Larre Asenjo                      | PN                         | 13 074  | 13,14 % | Diputado  |
| Agustín Acuña Méndez                      | PN                         | 13 754  | 13,83 % | Diputado  |
| Votos de Lista                            | CODE                       | 412     | 0,41 %  |           |
| B. Unidad Popular                         |                            |         |         |           |
| Carlos Lorca Tobar                        | PS                         | 13 832  | 13,90 % | Diputado  |
| Samuel Pérez Huerta                       | PR                         | 2147    | 2,16 %  |           |
| Héctor Ormeño Salazar                     | MAPU                       | 1745    | 1,75 %  |           |
| Hernán Olave Verdugo                      | PS                         | 16 775  | 16,86 % | Diputado  |
| Guillermo Teillier del Valle              | PCCh                       | 12 630  | 12,70 % |           |
| Votos de Lista                            | UP                         | 626     | 0,63 %  |           |
| Votos válidamente emitidos                | Votos válidamente emitidos | 99 474  | 98,78 % |           |
| Votos nulos                               | Votos nulos                | 949     | 0,94 %  |           |
| Votos en blanco                           | Votos en blanco            | 280     | 0,28 %  |           |
| Total de votos emitidos                   | Total de votos emitidos    | 100 703 | 100 %   |           |
| Fuente: Dirección del Registro Electoral. |                            |         |         |           |